# 佐々森典恵
佐々森 典恵（ささもり のりえ、1974年10月 - ）は、千葉県出身の日本の料理研究家。所属事務所はなく、フリーとして活動。

## 来歴・学歴
- 戸板女子短期大学卒業後、女子栄養大学に編入。女子栄養大学卒業後、川村短期大学の助手、高齢者福祉施設の管理栄養士として勤務。その後、武蔵野調理専門学校及び、戸板女子短期大学非常勤講師として勤務。
- 2014年 1年間オランダに在住し、周辺の二十数か国を周りヨーロッパ料理を研究。
- 2017年 NHKゴー!ゴー!キッチン戦隊クックルンの3代目料理監修に就任。

## 資格
- 管理栄養士